# 2022年のオリックス・バファローズのリーグ優勝
2022年のオリックス・バファローズのリーグ優勝では、2022年シーズンにおけるパシフィック・リーグ（以下「パ・リーグ」）のリーグ戦最終日にオリックス・バファローズ（以下「オリックス」）が首位福岡ソフトバンクホークス（以下「ソフトバンク」）に勝敗引き分け数が並んだことによって、リーグ規定によりマジック未点灯のままリーグ優勝を達成することとなった優勝事例について取り上げる。

## リーグ戦最終日までの経緯
前2021年にパ・リーグを制覇したオリックスは、2022年の開幕戦で埼玉西武ライオンズ（以下「西武」）に勝利するもその後は調子が上がらず借金生活が続き、5月11日には首位の東北楽天ゴールデンイーグルス（以下「楽天」）に最大11.5ゲーム差を離される。しかしオリックスの投手陣は、山本由伸が6月18日の西武戦でノーヒットノーランを達成、椋木蓮が7月20日の北海道日本ハムファイターズ（以下「日本ハム」）戦で9回2死まで無安打に抑えるなど、快投を見せる試合があった。
7月後半以降は勝利試合が増え、日本ハム以外の五球団の熾烈な争いの中次第に貯金生活に転じるが、8月13日に自力優勝が消滅する。その後、オリックスは西武・ソフトバンクと共に優勝争いに加わるようになり、9月4日には上位3球団がいずれも貯金8の状態で0ゲーム差に並ぶなど首位争いは熾烈を極めた。最終的に西武が優勝争いから脱落し、ソフトバンクかオリックスのいずれかの優勝が確定となったが、残りゲーム数の多いソフトバンクが抜け出し、9月29日時点では僅差でソフトバンクが単独首位に立っていた。
首位ソフトバンクが9月30日(リーグ最終日2日前）の楽天戦に勝利してマジックを1に減らし、残り2試合でソフトバンクが1度でも引き分け以上になればソフトバンク優勝という状況となる。翌10月1日（リーグ最終日前日）の西武戦に敗北したことによりソフトバンクの優勝は決定しなかったものの、依然ソフトバンクが1.0ゲーム差で首位だった。
| 順位 | 球団                         | 勝 | 敗 | 分 | 勝率 | 首位とのゲーム差 |
| ---- | ---------------------------- | -- | -- | -- | ---- | ---------------- |
| 1    | 福岡ソフトバンクホークス     | 76 | 64 | 2  | .543 | M1               |
| 2    | オリックス・バファローズ     | 75 | 65 | 2  | .536 | 1.0              |
| 3    | 埼玉西武ライオンズ           | 72 | 67 | 3  | .518 | 3.5              |
| 4    | 東北楽天ゴールデンイーグルス | 69 | 70 | 3  | .496 | 6.5              |
| 5    | 千葉ロッテマリーンズ         | 68 | 73 | 1  | .482 | 8.5              |
| 6    | 北海道日本ハムファイターズ   | 58 | 81 | 3  | .417 | 17.5             |

パ・リーグの順位決定規定において、最終勝率が完全同率となる2球団が出た場合には、(1)「当該球団同士の対戦成績」、(2)「交流戦を除くリーグ内での対戦成績」、(3)「前年度順位」の優先度でそれぞれの項目が勝っている球団が上位になる。オリックスとソフトバンクは10月1日までに直接対決を終えており、その結果はオリックスが15勝10敗で勝ち越していたため、10月2日のリーグ最終日でオリックスがソフトバンクの勝率に完全同率で並ぶことが出来れば先述の(1)の規定によりオリックスが優勝となる状況であった。
しかし、ソフトバンクとの直接対決が残されていないオリックスの優勝条件はリーグ最終日に「オリックスが勝利」かつ「ソフトバンクが敗北」を同時に達成することのみであり、ソフトバンクが引き分け以上になった場合にはオリックスの勝敗がいかなる結果であろうともソフトバンクが勝率で上回りソフトバンクの優勝が確定するため、勝敗の組み合わせで考えればソフトバンクが圧倒的優位という状況に変わりは無かった。
パ・リーグ優勝球団が決定しないまま、パ・リーグの全6球団がリーグ最終日である10月2日の試合を迎えることになる。

## リーグ戦最終日（10月2日）

### オリックス 対 楽天 最終戦
18時01分から楽天生命パーク宮城にて試合開始。ビジターであるオリックスが先攻、ホームの楽天が後攻。4回裏で走者満塁の状況下で楽天4番ギッテンスがレフト方向への適時打を放ち、オリックスは2点先制される（オリックス0-2楽天）。また、この時点ではZOZOマリンスタジアムで首位ソフトバンクがロッテに対し先制点を決めてリードしていた（この時点でソフトバンク1-0ロッテ）。5回表にオリックス9番伏見寅威と1番福田周平の連続タイムリーにより3点を奪い1点リードへと逆転（オリックス3-2楽天）。さらに9回表にオリックス9番伏見が二塁打で2点加点（オリックス5-2楽天）。9回裏の楽天の攻撃を無失点に抑えたことによりオリックス5-2楽天でオリックスの勝利となった。
|            | 1 | 2 | 3 | 4 | 5 | 6 | 7 | 8 | 9 | R | H | E |
| ---------- | - | - | - | - | - | - | - | - | - | - | - | - |
| オリックス | 0 | 0 | 0 | 0 | 3 | 0 | 0 | 0 | 2 | 5 | 9 | 0 |
| 楽天       | 0 | 0 | 0 | 2 | 0 | 0 | 0 | 0 | 0 | 2 | 7 | 0 |

1. オ：田嶋（3回0/3）、比嘉（0回0/3）、宇田川（2回）、山﨑颯（2回）、ワゲスパック（1回）、阿部（1回）
2. 楽：田中将（5回）、宮森（1回）、宋家豪（1回）、松井裕（1回）、安樂（1回）
3. 勝利：宇田川（2勝1敗）
4. セーブ：阿部（3S）
| オリックス | オリックス | オリックス |
| 打順       | 守備       | 選手       |
| ---------- | ---------- | ---------- |
| 1          | [中]左     | 福田周平   |
| 2          | [三]       | 宗佑磨     |
| 3          | [右]一     | 中川圭太   |
| 4          | [左]       | 吉田正尚   |
|            | 中         | 佐野皓大   |
| 5          | [二]       | 西野真弘   |
|            | 二         | 大城滉二   |
| 6          | [一]       | 頓宮裕真   |
|            | 右         | 小田裕也   |
| 7          | [遊]       | 紅林弘太郎 |
| 8          | [指]       | 来田涼斗   |
|            | 打指       | 山足達也   |
|            | 打指       | 杉本裕太郎 |
| 9          | [捕]       | 伏見寅威   |

| 楽天 | 楽天 | 楽天       |
| 打順 | 守備 | 選手       |
| ---- | ---- | ---------- |
| 1    | [遊] | 小深田大翔 |
| 2    | [二] | 渡邊佳明   |
| 3    | [指] | 浅村栄斗   |
| 4    | [左] | 島内宏明   |
| 5    | [中] | 辰己涼介   |
| 6    | [捕] | 炭谷銀仁朗 |
| 7    | [一] | ギッテンス |
| 8    | [三] | 茂木栄五郎 |
| 9    | [右] | 田中和基   |
|      | 打   | 銀次       |

試合終了時間は21時25分であり、首位ソフトバンクはロッテと対戦中であった為、オリックスはロッテが勝利した場合に優勝する状況となる。

### ソフトバンク 対 ロッテ 最終戦
18時00分からZOZOマリンスタジアムにて試合開始。ビジターであるソフトバンクが先攻、ホームのロッテが後攻。1回表にソフトバンク1番三森大貴が先頭打者ホームランを放ち1点先制（ソフトバンク1-0ロッテ）。さらに4回表でソフトバンク4番柳田悠岐がソロホームランを打って1点追加し、ソフトバンクが2点リードする（ソフトバンク2-0ロッテ）。しかし6回裏の一死走者1,2塁でロッテ6番山口航輝が逆転3ランホームランを放って3点を奪ったことにより、ロッテが1点リード（ソフトバンク2-3ロッテ）。さらに7回裏でロッテ3番中村奨吾と4番安田尚憲が連続タイムリーを放って2点を奪ったことによりロッテが3点リード（ソフトバンク2-5ロッテ）。8回表でソフトバンク4番柳田悠岐がタイムリーで1点を返す（ソフトバンク3-5ロッテ）もソフトバンクは2点ビハインド。そこから9回表まで両者ともに無失点で抑え、最後はソフトバンクの三森大貴がセンターフライに打ち取られゲームセット。2点をリードしていたロッテがソフトバンク3-5ロッテで勝ちをし、ソフトバンクは敗戦した。
|              | 1 | 2 | 3 | 4 | 5 | 6 | 7 | 8 | 9 | R | H | E |
| ------------ | - | - | - | - | - | - | - | - | - | - | - | - |
| ソフトバンク | 1 | 0 | 0 | 1 | 0 | 0 | 0 | 1 | 0 | 3 | 8 | 1 |
| ロッテ       | 0 | 0 | 0 | 0 | 0 | 3 | 2 | 0 | X | 5 | 8 | 1 |

1. ソ：板東（5回）、泉（1回）、甲斐野（0回2/3）、嘉弥真（0回0/3）、津森（0回1/3）、大関（1回）
2. ロ：小島（5回）、岩下（1回）、東條（1回）、小野（1回）、オスナ（1回）
3. 勝利：岩下（1勝0敗）
4. セーブ：オスナ（10S）
5. 敗戦：泉（0勝2敗）
6. 本塁打
ソ：三森9号（1回表1点・小島）、柳田24号（4回表1点・小島）
ロ：山口16号（6回裏3点・泉）
| ソフトバンク | ソフトバンク | ソフトバンク |
| 打順         | 守備         | 選手         |
| ------------ | ------------ | ------------ |
| 1            | [二]         | 三森大貴     |
| 2            | [遊]         | 今宮健太     |
| 3            | [中]         | 牧原大成     |
| 4            | [右]         | 柳田悠岐     |
| 5            | [指]         | デスパイネ   |
|              | 走指         | 野村勇       |
| 6            | [一]         | 中村晃       |
| 7            | [左]         | グラシアル   |
| 8            | [三]         | 周東佑京     |
| 9            | [捕]         | 甲斐拓也     |
|              | 打           | 柳町達       |

| ロッテ | ロッテ | ロッテ     |
| 打順   | 守備   | 選手       |
| ------ | ------ | ---------- |
| 1      | [中]   | 髙部瑛斗   |
| 2      | [左]   | 藤原恭大   |
|        | 捕     | 柿沼友哉   |
| 3      | [指]   | 中村奨吾   |
| 4      | [三]   | 安田尚憲   |
| 5      | [一]   | 井上晴哉   |
| 6      | [右]   | 山口航輝   |
|        | 二     | 小川龍成   |
| 7      | [二]   | 池田来翔   |
|        | 打右   | 山本大斗   |
| 8      | [遊]   | 茶谷健太   |
| 9      | [捕]   | 松川虎生   |
|        | 走左   | 和田康士朗 |

試合終了時間は21時27分。オリックス対楽天の試合終了からわずか2分後であった。

### 2試合の時間経過
| オリックスvs楽天           | オリックスvs楽天 | 時刻  | ソフトバンクvsロッテ | ソフトバンクvsロッテ             |
| 試合内容                   | スコア           | 時刻  | スコア               | 試合内容                         |
| -------------------------- | ---------------- | ----- | -------------------- | -------------------------------- |
|                            |                  | 18:00 | ソ1-0ロ              | 試合開始。ソ三森が先頭打者本塁打 |
| 試合開始                   | オ0-0楽          | 18:01 | ソ1-0ロ              |                                  |
|                            | オ0-0楽          | 18:57 | ソ2-0ロ              | ソ柳田がソロ本塁打               |
| 楽ギッテンスが適時打       | オ0-2楽          | 19:13 | ソ2-0ロ              |                                  |
| オ伏見が適時打             | オ1-2楽          | 19:39 | ソ2-0ロ              |                                  |
| オ福田が逆転適時打         | オ3-2楽          | 19:41 | ソ2-0ロ              |                                  |
|                            | オ3-2楽          | 20:05 | ソ2-3ロ              | ロ山口が逆転3ラン本塁打          |
|                            | オ3-2楽          | 20:37 | ソ2-5ロ              | ロ中村奨・ロ安田が連続適時打     |
|                            | オ3-2楽          | 20:57 | ソ3-5ロ              | ソ柳田が適時打                   |
| オ伏見が適時打             | オ5-2楽          | 21:13 | ソ3-5ロ              |                                  |
| 試合終了。オリックスの勝利 | オ5-2楽          | 21:25 | ソ3-5ロ              |                                  |
|                            | オ5-2楽          | 21:27 | ソ3-5ロ              | 試合終了。ロッテの勝利           |

### オリックスの優勝決定
オリックスが1勝、ソフトバンクが1敗したことにより、両球団が76勝65敗2分の完全同率勝率1位でシーズン最終試合を終えた。先述の通り、最終勝率が完全同率となる2球団が出た場合には当該球団同士の対戦成績が勝っている球団を上位とみなすため、ソフトバンクに勝ち越していたオリックスがリーグ順位1位、すなわち優勝となった。これにより2021年シーズンに続いてオリックスの2連覇が達成された。このオリックスの優勝劇は、史上初の首位チームが同率決着した優勝事例となり、また2年連続でマジックを点灯せずに連覇した史上初の球団となった。また、優勝したチームが首位に立った時間が3日、単独首位に至っては僅か20時間36分と最も短い事例となった。
| 順位 | 球団                         | 勝 | 敗 | 分 | 勝率 | 差   |
| 1位  | オリックス・バファローズ     | 76 | 65 | 2  | .539 | 優勝 |
| 2位  | 福岡ソフトバンクホークス     | 76 | 65 | 2  | .539 | 0.0  |
| 3位  | 埼玉西武ライオンズ           | 72 | 68 | 3  | .514 | 3.5  |
| 4位  | 東北楽天ゴールデンイーグルス | 69 | 71 | 3  | .493 | 6.5  |
| 5位  | 千葉ロッテマリーンズ         | 69 | 73 | 1  | .486 | 7.5  |
| 6位  | 北海道日本ハムファイターズ   | 59 | 81 | 3  | .421 | 16.5 |

- 1位と2位の順位決定は直接対決の成績による

## その他

### 優勝決定後のオリックス

#### クライマックスシリーズ
優勝したオリックスはクライマックスシリーズに進出し、日本一決定戦である日本シリーズ進出を賭けて、クライマックスシリーズのファーストステージを勝ち進んだソフトバンクとファイナルステージで戦うことになる。優勝球団に1勝のアドバンテージが与えられているため2勝1分以上でオリックスが日本シリーズ進出となる状況下、3勝1敗でソフトバンクを下し、日本シリーズへの進出権を手にした。

#### 日本シリーズ
日本シリーズに進出したオリックスの対戦相手は、同年のセ・リーグ覇者・ヤクルトであった。日本シリーズ第1戦（神宮）では、打者三冠王の村上宗隆（ヤクルト）と投手三冠王の山本由伸（オリックス）の直接対決があったものの、試合はオリックスが敗れた。第2戦（神宮）は12回延長の末に引き分け。開催地がオリックスの本拠地に移った第3戦（京セラ）ではまたしてもヤクルトに敗れ、オリックスも0勝2敗1分の状況に追い込まれた。しかし、第4戦（京セラ）・第5戦（京セラ）・第6戦（神宮）でオリックスが3連勝し、3勝2敗1分へと形勢逆転した。第7戦（神宮）ではオリックスが5点リードの状況を作るも、ヤクルトが8回裏で4点を返した。最後は9回表で無得点だったオリックスが9回裏でヤクルトの反撃を抑えて4連勝、4勝先制で日本一となる日本シリーズをオリックスが4勝2敗1分の戦績で勝利し、1996年以来26年ぶりの日本一となった。

### 過去の参考記録

#### 優勝を争う2球団が同日に最終戦を迎えた試合の結果一覧
優勝を争う2チームが同日に最終戦を迎えたケースは過去に4回あり、各ケースの試合結果の一覧を以下に示す。カッコ内の順位は前日終了時点での順位である。
| 年月日         | 球団              | スコア | 対戦相手  | 優勝球団   |
| -------------- | ----------------- | ------ | --------- | ---------- |
| 1968年10月11日 | 阪急(1位)         | 3-2    | 東京      | 阪急       |
| 1968年10月11日 | 南海(1位)         | 4-6    | 近鉄      | 阪急       |
| 1973年10月22日 | 巨人(2位)         | 9-0    | 阪神(1位) | 巨人       |
| 1994年10月8日  | 巨人(1位)         | 6-3    | 中日(1位) | 巨人       |
| 2022年10月2日  | ソフトバンク(1位) | 3-5    | ロッテ    | オリックス |
| 2022年10月2日  | オリックス(2位)   | 5-2    | 楽天      | オリックス |

上記の試合のうち、1973年10月22日の巨人対阪神で巨人が勝利したことにより、巨人はリーグ優勝9連覇、いわゆるV9を達成した。
また1994年10月8日に行われた巨人対中日は、プロ野球史上初めてリーグ最終日に同率首位で並んだ球団同士が直接対決した試合であり、この熱戦は10.8決戦の名称で後年まで語られている。

#### リーグ最終日に優勝した球団一覧
リーグ戦最終日に優勝した球団は過去に6球団あり、その一覧を以下に示す。カッコ内の順位は前日終了時点の順位である。
| 年月日         | 球団            | スコア | 対戦相手  | 備考                          |
| -------------- | --------------- | ------ | --------- | ----------------------------- |
| 1946年11月5日  | グレート(1位)   | 4-7    | 中部日本  |                               |
| 1952年10月9日  | 南海(1位)       | 6-1    | 大映      |                               |
| 1963年10月20日 | 西鉄(1位)       | 2-0    | 近鉄      |                               |
| 1964年9月30日  | 阪神(1位)       | 12-3   | 中日      | ダブルヘッダー1戦目で優勝決定 |
| 1982年10月18日 | 中日(1位)       | 8-0    | 大洋(1位) |                               |
| 2022年10月2日  | オリックス(2位) | 5-2    | 楽天      |                               |

リーグ戦最終日に優勝決定した事例は1982年（中日）以来40年ぶりであり、パ・リーグでは1963年（西鉄）以来59年ぶりである。なお、前日まで2位だった球団がリーグ戦最終日に逆転優勝したのは2022年のオリックスが初である。

#### オリックスの過去の連覇記録
オリックスは、かつて球団名が「オリックス・ブルーウェーブ」だった1995年と1996年に2連覇をしている。そのため、2022年シーズンの連覇は、26年ぶりの連覇となった。
前身球団も含めたオリックスの連覇記録を以下に示す。ただし2004年に吸収合併した大阪近鉄バファローズとその前身球団はオリックスにとって傍系の前身球団であるとされるため、分けて記載する。
| 球団名                     | 優勝年 | 連覇 | 日本シリーズの結果 |
| -------------------------- | ------ | ---- | ------------------ |
| 阪急ブレーブス             | 1967   | V3   | 日本シリーズ敗北   |
| 阪急ブレーブス             | 1968   | V3   | 日本シリーズ敗北   |
| 阪急ブレーブス             | 1969   | V3   | 日本シリーズ敗北   |
| 阪急ブレーブス             | 1971   | V2   | 日本シリーズ敗北   |
| 阪急ブレーブス             | 1972   | V2   | 日本シリーズ敗北   |
| 阪急ブレーブス             | 1975   | V4   | 日本一             |
| 阪急ブレーブス             | 1976   | V4   | 日本一             |
| 阪急ブレーブス             | 1977   | V4   | 日本一             |
| 阪急ブレーブス             | 1978   | V4   | 日本シリーズ敗北   |
| オリックス・ブルーウェーブ | 1995   | V2   | 日本シリーズ敗北   |
| オリックス・ブルーウェーブ | 1996   | V2   | 日本一             |
| オリックス・バファローズ   | 2021   | V3   | 日本シリーズ敗北   |
| オリックス・バファローズ   | 2022   | V3   | 日本一             |
| オリックス・バファローズ   | 2023   | V3   | 日本シリーズ敗北   |

| 球団名           | 優勝年 | 連覇 | 日本シリーズの結果 |
| ---------------- | ------ | ---- | ------------------ |
| 近鉄バファローズ | 1979   | V2   | 日本シリーズ敗北   |
| 近鉄バファローズ | 1980   | V2   | 日本シリーズ敗北   |

#### その他の記録
- 首位との最大11.5ゲーム差を逆転して優勝したオリックスだったが、11.5ゲーム差以上からの逆転優勝は2016年の日本ハム（11.5ゲーム差）以来6年ぶり4球団目5度目である。なお、逆転優勝における最大ゲーム差は1963年の西鉄ライオンズ（以下、西鉄）の最大14.5ゲーム差である[5]。
- オリックスの中嶋聡監督は就任1年目からリーグ連覇を達成したが、新人監督が2シーズン以上続けてリーグ制覇を達成したのは巨人の藤本定義監督（1936年秋〜1937年春、2シーズン）と西武の森祇晶（1986年〜1988年、3シーズン）に次いで3人目である[5]。
- オリックスは2020年は最下位で2021年から2連覇したが、最下位からの2年連続優勝は巨人（1975年最下位→1976年・1977年優勝）、ヤクルト（2020年最下位→2021年・2022年優勝）[注 18]に次いで3球団目である[5]。
- オリックスが優勝までにシーズン中首位に立っていたのは3月25日（開幕戦）・9月10日・10月2日（優勝決定日）のわずか3日。2008年の巨人と2019年の西武（11日）を下回り最少である[5]。
- 優勝年に完全試合を決められたリーグ優勝球団は、1966年の南海ホークス[注 19]以来56年ぶり2例目である。また1966年の南海は日本一を逃しているので、優勝年に完全試合を決められた日本一優勝球団はNPB史上初である。